# Eparchia koszycka
Eparchia koszycka – jednostka jurysdykcji terytorialnej słowackiej cerkwi greckokatolickiej, obejmująca obszar kraju koszyckiego we wschodniej Słowacji.
Greckokatolicka eparchia koszycka została utworzona 30 stycznia 2008 przez papieża Benedykta XVI, który podniósł do rangi eparchii istniejący uprzednio na tym samym obszarze egzarchat apostolski. Katedrą eparchy jest cerkiew Narodzenia Najświętszej Bogurodzicy w Koszycach. Patronami eparchii są święci Cyryl i Metody. Eparchia obejmuje sześć protoprezbiteratów (Koszyce, Michalovce, Nowa Wieś Spiska, Sobrance, Trebišov i Veľké Kapušany) z 91 parochiami. Posługę kapłańską pełni 160 księży. Na obszarze 6.753 km² mieszka 766 tys. osób, z czego 84 tysiące grekokatolików.
W eparchii działają dwa zakony męskie i dwa żeńskie: bazylianie i redemptoryści oraz bazylianki i siostry służebniczki niepokalanej Panny Marii. Eparchia prowadzi dwie szkoły średnie, gimnazjum i trzy szkoły podstawowe.
Poprzednikiem eparchii był egzarchat apostolski dla katolików obrządku bizantyjskiego w Koszycach, powołany przez papieża Jana Pawła II bullą Ecclesiales communitates z 21 lutego 1997. Na egzarchę apostolskiego Stolica Apostolska powołała dotychczasowego biskupa pomocniczego eparchii greckokatolickiej w Preszowie o. Milana Chautura CSsR. Intronizacja egzarchy miała miejsce 13 kwietnia 1997.
Egzarchat został wydzielony z terytorium eparchii w Preszowie; w jego skład weszła również część eparchii greckokatolickiej w Mukaczewie leżąca na terenie Słowacji, od 1939 pozostająca pod zarządem biskupów preszowskich.